# Alexander Kühl
Alexander Kühl, né le 7 janvier 1973, à Rendsburg, en Allemagne, est un ancien joueur de basket-ball allemand. Il évolue au poste de pivot. 